# Centre Pompidou Al-Ula
 (2027-2028).
Le centre Pompidou Al-Ula est un musée d'art en projet à Al-'Ula, dans la province de Médine, en Arabie saoudite. Première annexe du centre national d'art et de culture Georges-Pompidou au Moyen-Orient, il doit ouvrir en 2027-2028. Déjà en cours de constitution, ses collections se concentreront sur les artistes contemporains du monde arabe.